# Ifs, Calvados
Ifs là một xã ở tỉnh Calvados, thuộc vùng Normandie ở tây bắc nước Pháp.

## Dân số
| Năm | 1962 | 1968 | 1975 | 1982 | 1990 | 1999   | 2007   |
| --- | ---- | ---- | ---- | ---- | ---- | ------ | ------ |
| Dân số | 1791 | 2681 | 4574 | 5635 | 6974 | 10 208 | 13 256 |
| From the year 1962 on: No double counting—residents of multiple communes (e.g. students and military personnel) are counted only once. |      |      |      |      |      |        |        |